# Osteodistròfia renal
L'osteodistròfia renal es defineix actualment com una alteració de la morfologia òssia en pacients amb malaltia renal crònica (MRC). És una mesura del component esquelètic del trastorn mineral i ossi associat a la malaltia renal crònica (CKD-MBD). El terme "osteodistròfia renal" es va encunyar l'any 1943, 60 anys després que es va identificar una associació entre malaltia òssia i insuficiència renal.
Els tipus tradicionals d'osteodistròfia renal s'han definit a partir de la renovació i la mineralització òssies de la següent manera:
1. augment lleu de la renovació i mineralització normal;
2. osteïtis fibrosa, augment del volum de renovació i mineralització normal;
3. osteomalàcia, reducció de la renovació i mineralització anormal;
4. adinàmia, reducció de la renovació i acel·lularitat; i,
5. un augment mixt del volum de renovació amb una mineralització anormal.

Un informe Kidney Disease: Improving Global Outcomes ha suggerit que les biòpsies òssies en pacients amb MRC s'han de caracteritzar per la determinació de la renovació òssia, la mineralització i el volum (sistema TMV).
D'altra banda, la CKD-MBD es defineix com un trastorn sistèmic del metabolisme mineral i ossi a causa de la MRC manifestat per un o una combinació dels següents:
1. anomalies del metabolisme del calci, fòsfor, PTH o vitamina D;
2. anomalies en la renovació òssia, mineralització, volum, creixement lineal o força (osteodistròfia renal); i
3. calcificació vascular o d'altres teixits tous.

## Diagnòstic
L'osteodistròfia renal se sol diagnosticar després que s'iniciï el tractament de la malaltia renal terminal; tanmateix, la CKD-MBD comença a principis del curs de la MRC. En etapes avançades, les anàlisis de sang indicaran una disminució del calci i del calcitriol (vitamina D) i un augment dels nivells de fosfat i d'hormona paratiroidal. En etapes anteriors, els nivells sèrics de calci i fosfat són normals a costa dels nivells elevats d'hormona paratiroidal i de factor de creixement de fibroblasts-23. Els raigs X també mostraran les característiques òssies de l'osteodistròfia renal (reabsorció òssia subperióstica, condrocalcinosi als genolls i símfisi púbica, osteopènia i fractures òssies), però pot ser difícil de diferenciar d'altres afeccions. Atès que el diagnòstic d'aquestes anomalies òssies no es pot obtenir correctament mitjançant els mètodes clínics, bioquímics i d'imatge actuals (inclosa la mesura de la densitat mineral òssia), la biòpsia òssia ha estat, i segueix sent, l'anàlisi estàndard d'or per avaluar el tipus exacte d'osteodistròfia renal.

### Diagnòstic diferencial
Per confirmar el diagnòstic, l'osteodistròfia renal s'ha de caracteritzar mitjançant la determinació de la renovació òssia, la mineralització i el volum (sistema TMV) (biòpsia òssia). També s'han de distingir totes les formes d'osteodistròfia renal d'altres malalties òssies que pot provocar igualment una disminució de la densitat òssia (relacionada o no relacionada amb la MRC):
- Osteoporosi[10]
- Osteopènia[11]
- Osteomalàcia[12]
- El tumor marró s'ha de considerar com el diagnòstic de primera línia si hi ha una lesió que forma massa.[13][14]

## Tractament
El tractament de l'osteodistròfia renal inclou el següent:
- Suplementació de calci i/o vitamina D nativa
- Restricció del fosfat dietètic (especialment el fosfat inorgànic contingut en additius)
- Quelants de fosfat com ara carbonat de calci, acetat de calci, clorhidrat o carbonat de sevelamer, carbonat de lantà, oxihidròxid sucrofèrric, citrat fèrric entre d'altres
- Formes actives de vitamina D (calcitriol, alfacalcidol, paricalcitol, maxacalcitol, doxercalciferol, entre d'altres)